# Jakov Vranković
Jakov Vranković (* 12. Juni 1993 in Split) ist ein ehemaliger kroatischer Handballspieler.

## Karriere

### Verein
Der zwei Meter große rechte Rückraumspieler spielte für den RK Split. Im Jahr 2013 gab er ein kurzes Gastspiel im Katar beim Al-Rayyan SC. In der Saison 2013/14 lief er für den französischen Verein Dijon Bourgogne Handball auf. Von 2014 bis 2017 stand der Linkshänder beim rumänischen Verein Dinamo Bukarest unter Vertrag, mit dem er 2016 und 2017 die Meisterschaft gewann. Anschließend spielte er zwei Jahre in Ungarn für Tatabánya KC. Nach weiteren zwei Spielzeiten in Bukarest beendete er seine Laufbahn nach dem Gewinn der Meisterschaft im Sommer 2021.

### Nationalmannschaft
Mit der kroatischen Juniorennationalmannschaft gewann Vranković bei der U-20-Europameisterschaft 2012 die Silbermedaille.
Mit der kroatischen A-Nationalmannschaft gewann er das Handballturnier bei den Mittelmeerspielen 2018. Bei der Weltmeisterschaft 2019 wurde das Team Sechster, dabei warf er 16 Tore in neun Partien.
Er bestritt mindestens 20 Länderspiele, in denen er 40 Tore erzielte.